# Snuten i Hollywood II
Snuten i Hollywood II (engelska: Beverly Hills Cop II) är en amerikansk actionkomedifilm som hade biopremiär i USA den 20 maj 1987, i regi av Tony Scott med Eddie Murphy, Judge Reinhold och John Ashton i huvudrollerna.

## Handling
Den snabbkäftade Detroit-polisen Axel Foley (Eddie Murphy) lyckas på något sätt alltid hamna i Beverly Hills polisdistrikt. De lokala poliserna där är inte överförtjusta i att Axel kommer på besök, men han får hjälp av William 'Billy' Rosewood (Judge Reinhold) och John Taggart (John Ashton).
I Snuten i Hollywood II jagar Axel Foley internationella vapensmugglare i Beverly Hills. William Rosewood och John Taggert gör sitt bästa för att hjälpa till.

## Om filmen
- Regisserad av Tony Scott. Detta är andra filmen i Snuten i Hollywood-trilogin.
- Filmen hade Sverigepremiär den 25 september 1987.[2]

## Rollista (urval)
| Eddie Murphy     | – Axel Foley                 |
| Judge Reinhold   | – William 'Billy' Rosewood   |
| John Ashton      | – Sgt. John Taggart          |
| Jürgen Prochnow  | – Maxwell Dent               |
| Ronny Cox        | – Capt./Chief Andrew Bogomil |
| Brigitte Nielsen | – Karla Fry                  |
| Allen Garfield   | – Police Chief Harold Lutz   |
| Dean Stockwell   | – Charles 'Chip' Cain        |
| Hugh Hefner      | – Sig själv                  |
| Chris Rock       | – parkeringsvakt             |

### Fotnoter
1. ↑  ”Beverly Hills Cop II”. Box Office Mojo. 20 maj 1987. http://www.boxofficemojo.com/movies/?id=beverlyhillscop2.htm. Läst 10 september 2016.
2. ↑  ”Beverly Hills Cop II”. Svensk filmdatabas. 25 september 1987. http://www.sfi.se/sv/svensk-filmdatabas/Item/?type=MOVIE&itemid=7501. Läst 10 september 2016.